# 타임 올해의 인물

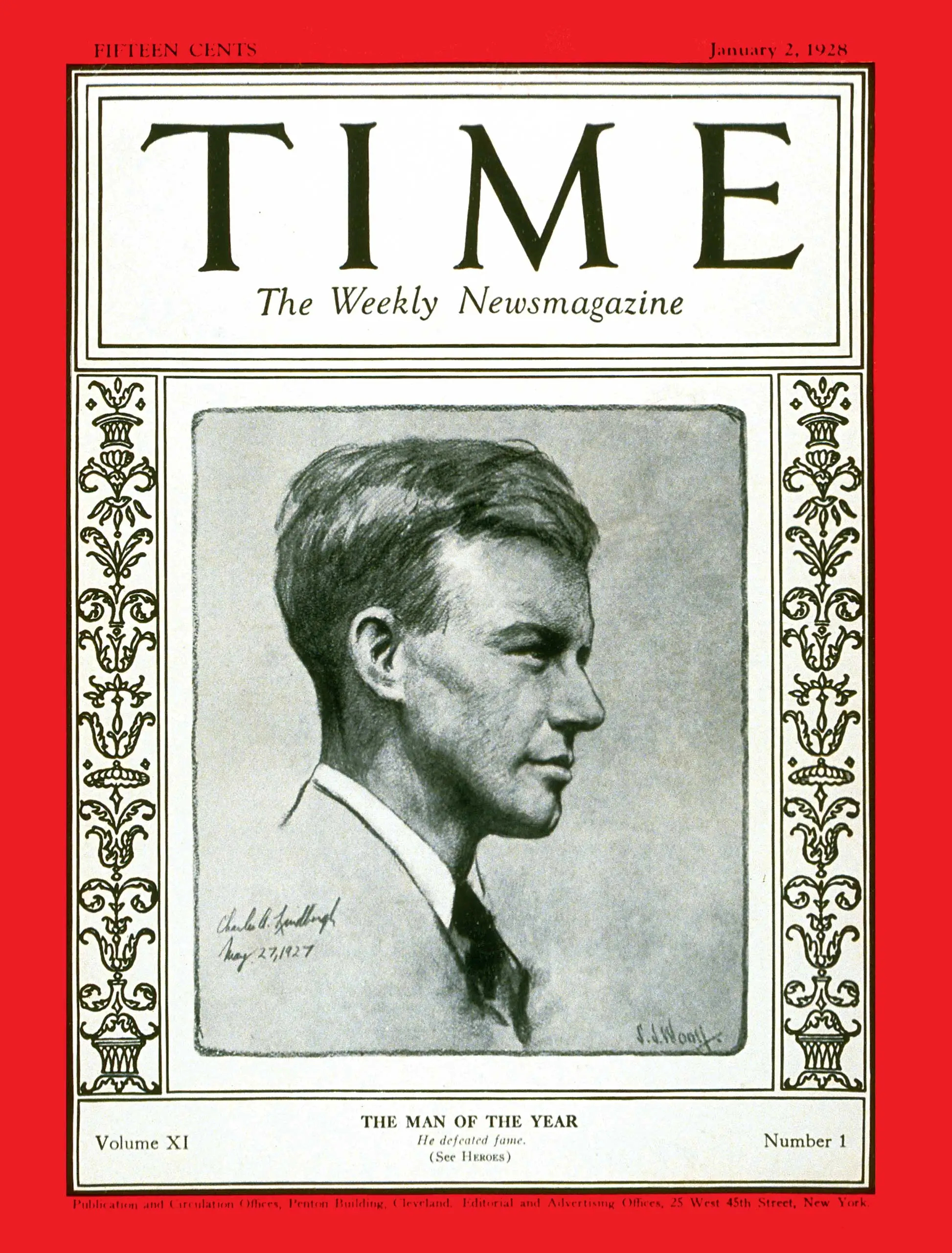
1927년 올해의 인물 찰스 린드버그

올해의 인물(Person of the Year)은 미국의 잡지 《타임》이 선정하여 발표하는 그 해에 가장 많은 영향을 끼친 인물이다. 대체로 특정한 한 명의 개인이 선정되지만, 1975년에 선정된 미국의 여성, 1988년에 선정된 위기에 처한 지구, 2006년에 선정된 당신, 2011년에 선정된 시위자와 같이 불특정한 인물들이거나 사람이 아닌 경우도 있다.

## 목록
| 연도   | 선정                                        | 참고 |
| ------ | ------------------------------------------- | --- |
| 1927년 | 찰스 린드버그                               | 최초, 최연소 인물 |
| 1928년 | 월터 크라이슬러                             | |
| 1929년 | 오언 D. 영                                  | |
| 1930년 | 모한다스 간디                               | 미국인이 아닌 인물로는 처음으로 선정 |
| 1931년 | 피에르 라발                                 | |
| 1932년 | 프랭클린 D. 루스벨트                        | |
| 1933년 | 휴 새뮤얼 존슨                              | |
| 1934년 | 프랭클린 D. 루스벨트                        | 두 번째 선정 |
| 1935년 | 하일레 셀라시에                             | |
| 1936년 | 월리스 심프슨                               | 최초의 여성 인물 |
| 1937년 | 장제스                                      | |
| 1937년 | 쑹메이링                                    | |
| 1938년 | 아돌프 히틀러                               | |
| 1939년 | 이오시프 스탈린                             | |
| 1940년 | 윈스턴 처칠                                 | |
| 1941년 | 프랭클린 D. 루스벨트                        | 세 번째 선정 |
| 1942년 | 이오시프 스탈린                             | 두 번째 선정 |
| 1943년 | 조지 C. 마셜                                | |
| 1944년 | 드와이트 D. 아이젠하워                      | |
| 1945년 | 해리 S. 트루먼                              | |
| 1946년 | 제임스 F. 번스                              | |
| 1947년 | 조지 C. 마셜                                | 두 번째 선정 |
| 1948년 | 해리 S. 트루먼                              | 두 번째 선정 |
| 1949년 | 윈스턴 처칠                                 | 두 번째 선정 |
| 1950년 | 미국의 병사                                 | |
| 1951년 | 모하마드 모사데그                           | |
| 1952년 | 엘리자베스 2세                              | |
| 1953년 | 콘라트 아데나워                             | |
| 1954년 | 존 포스터 덜레스                            | |
| 1955년 | 할로우 커티스                               | |
| 1956년 | 헝가리의 자유 투사                          | |
| 1957년 | 니키타 흐루쇼프                             | |
| 1958년 | 샤를 드 골                                  | |
| 1959년 | 드와이트 D. 아이젠하워                      | 두 번째 선정 |
| 1960년 | 미국의 과학자                               | 대표: 조지 웰스 비들, 찰스 스타크 드레이퍼, 존 프랭클린 엔더스, 도널드 A. 글레이저, 조슈아 레더버그, 윌러드 리비, 라이너스 폴링, 에드워드 밀스 퍼셀, 이지도어 아이작 라비, 에밀리오 지노 세그레, 윌리엄 쇼클리, 에드워드 텔러, 찰스 하드 타운스, 제임스 밴 앨런, 로버트 번스 우드워드 |
| 1961년 | 존 F. 케네디                                | |
| 1962년 | 교황 요한 23세                              | |
| 1963년 | 마틴 루서 킹 2세                            | |
| 1964년 | 린든 B. 존슨                                | |
| 1965년 | 윌리엄 웨스트모얼랜드                       | |
| 1966년 | 25세 이하의 세대                            | |
| 1967년 | 린든 B. 존슨                                | 두 번째 선정 |
| 1968년 | 아폴로 8호의 우주인들                       | 대표: 윌리엄 앤더스, 프랭크 보먼, 짐 러벌 (이상 미국) |
| 1969년 | 미국의 중산 계급                            | |
| 1970년 | 빌리 브란트                                 | |
| 1971년 | 리처드 닉슨                                 | |
| 1972년 | 리처드 닉슨                                 | 두 번째 선정 |
| 1972년 | 헨리 키신저                                 | |
| 1973년 | 존 시리카                                   | |
| 1974년 | 파이살                                      | 사우디아라비아의 국왕 |
| 1975년 | 미국의 여성                                 | 대표: 수전 브라운밀러, 캐슬린 바이얼리, 앨리슨 치크, 질 콘웨이, 베티 포드, 엘라 T. 그래소, 칼라 앤더슨 힐스, 바버라 조던, 빌리 진 킹, 캐럴 서턴, 수지 샤프, 애디 L. 와이엇 |
| 1976년 | 지미 카터                                   | |
| 1977년 | 안와르 사다트                               | |
| 1978년 | 덩샤오핑                                    | |
| 1979년 | 루홀라 호메이니                             | |
| 1980년 | 로널드 레이건                               | |
| 1981년 | 레흐 바웬사                                 | |
| 1982년 | 컴퓨터                                      | 올해의 기계(Machine of the Year) |
| 1983년 | 로널드 레이건                               | 두 번째 선정 |
| 1983년 | 유리 안드로포프                             | |
| 1984년 | 피터 위버로스                               | |
| 1985년 | 덩샤오핑                                    | 두 번째 선정 |
| 1986년 | 코라손 아키노                               | |
| 1987년 | 미하일 고르바초프                           | |
| 1988년 | 위기에 처한 지구                            | 올해의 행성(Planet of the Year) |
| 1989년 | 미하일 고르바초프                           | 두 번째 선정 |
| 1990년 | 조지 H. W. 부시                             | |
| 1991년 | 테드 터너                                   | |
| 1992년 | 빌 클린턴                                   | |
| 1993년 | 평화수호자                                  | 대표: 야세르 아라파트 , 프레데릭 빌렘 더 클라크 , 넬슨 만델라 , 이츠하크 라빈 |
| 1994년 | 교황 요한 바오로 2세                        | |
| 1995년 | 뉴트 깅리치                                 | |
| 1996년 | 허다이 (하대일)                             | |
| 1997년 | 앤디 그로브                                 | |
| 1998년 | 빌 클린턴                                   | 두 번째 선정 |
| 1998년 | 케네스 스타                                 | |
| 1999년 | 제프 베조스                                 | |
| 2000년 | 조지 W. 부시                                | 첫 번째 선정(부자 공동 선정) |
| 2001년 | 루돌프 줄리아니                             | |
| 2002년 | 내부고발자                                  | 대표: 월드컴의 신시아 쿠퍼, FBI의 콜린 롤리, 엔론의 셰론 왓킨스 (이상 미국) |
| 2003년 | 미국의 병사                                 | 두 번째 선정 |
| 2004년 | 조지 W. 부시                                | 두 번째 선정 |
| 2005년 | 착한 사마리아인                             | 대표: 보노 , 빌 게이츠 , 멜린다 게이츠 |
| 2006년 | 당신                                        | 인터넷과 웹 2.0을 통해 정보를 공유하고 만들어가는 수많은 사람들을 지칭한 것이다. |
| 2007년 | 블라디미르 푸틴                             | |
| 2008년 | 버락 오바마                                 | |
| 2009년 | 벤 버냉키                                   | |
| 2010년 | 마크 저커버그                               | |
| 2011년 | 시위자                                      | |
| 2012년 | 버락 오바마                                 | 두 번째 선정 |
| 2013년 | 교황 프란치스코                             | |
| 2014년 | 에볼라 치료 의료진                          | |
| 2015년 | 앙겔라 메르켈                               | |
| 2016년 | 도널드 트럼프                               | |
| 2017년 | 침묵을 깬 사람들                            | 대표: 이사벨 파스쿠알 (가명), 로비스트 아다마 이유, 배우 애슐리 저드, 가수 테일러 스위프트, 엔지니어 수잔 파울러, 익명을 요구한 병원 근로자 |
| 2018년 | 가디언즈 (수호자들)                         | 대표: 자말 카슈끄지, 로이터 통신의 어느 기자, 론과 초 소에 우, 캐피털 가제트의 직뭔들, 마리아 레사 등 |
| 2019년 | 그레타 툰베리                               | 청소년 기후행동 |
| 2020년 | 조 바이든 카멀라 해리스                     | |
| 2021년 | 일론 머스크                                 | |
| 2022년 | 볼로디미르 젤렌스키와 우크라이나인들의 투혼 | |
| 2023년 | 테일러 스위프트                             | |
| 2024년 | 도널드 트럼프                               | 두 번째 선정 |

## 같이 보기
- 타임 100: 세기의 가장 중요한 인물